# Brubaker (film)
Brubaker is een Amerikaanse dramafilm uit 1980 onder regie van Stuart Rosenberg.

## Verhaal
Henry Brubaker wordt aangesteld als de nieuwe directeur van de Wakefield State-gevangenis in Arkansas. Hij begint zijn periode als directeur door undercover te gaan als gevangene. Zo kan hij aan den lijve ondervinden hoe het leven achter tralies in Wadefield eraan toe gaat. Brubaker heeft de taak gekregen de gevangenis te hervormen. Hij streeft naar menswaardige omstandigheden. Echter wordt hij tegengewerkt door enkele politieke figuren zoals de gouverneur. Hij ontdekt oude graven op de gevangenissite. In deze graven worden lijken van slachtoffers van moorden aangetroffen. Dit lokt op zijn beurt een politiek schandaal uit. Op het einde van het verhaal wordt Brubaker door de politiek uit zijn functie gezet. Hij verlaat de gevangenis terwijl hij applaus krijgt van alle gevangenen op de appelplaats. 

## Rolverdeling
| Acteur          | Personage        |
| --------------- | ---------------- |
| Robert Redford  | Henry Brubaker   |
| Yaphet Kotto    | Richard Coombes  |
| Jane Alexander  | Lillian Gray     |
| Murray Hamilton | John Deach       |
| David Keith     | Larry Lee Bullen |
| Morgan Freeman  | Walter           |
| Matt Clark      | Roy Purcell      |
| Tim McIntire    | Huey Rauch       |
| Richard Ward    | Abraham Cook     |
| Jon Van Ness    | Zaranska         |
| M. Emmet Walsh  | C.P. Woodward    |
| Albert Salmi    | Rory Poke        |
| Linda Haynes    | Carol            |
| Everett McGill  | Eddie Caldwell   |
| Val Avery       | Wendel           |